# Phare d'Isla Rasa
Le phare d'Isla Rasa (en espagnol : Faro Isla) est un phare actif situé sur Isla Rasa (es), au nord du Golfe San Jorge (département de Florentino Ameghino), dans la Province de Chubut en Argentine.
Il est géré par le Servicio de Hidrografía Naval (SHN) de la marine .

## Histoire
Les travaux de construction du phare ont commencé le 2 septembre 1915 et se sont terminés le 7 septembre 1915, mais diverses circonstances techniques liées à la lanterne ont retardé la remise en service jusqu'au 6 juin 1917.
La tour initiale était une structure de fer cylindrique de 7,50 mètres de haut, entièrement peinte en noir, avec une portée légère de 10 milles nautiques (environ 18.5 km). En 1930, en raison de l'état de détérioration avancé de la structure, celle-ci fut remplacée par un tube cylindrique de 6 mètres de haut, également peint en noir. 
En 1982 , le système d’alimentation en gaz d'acétylène a été remplacé par l’énergie solaire par des panneaux solaires photovoltaïques.

## Description
Ce phare  est un pylone métallique surmontée d'une balise automatique de 6 m de haut. La tour est peinte en noir. Il émet, à une hauteur focale de 23 m, un éclat blanc par période de 8 secondes. Sa portée est de 9.3 milles nautiques (environ 17 km).
Identifiant : ARLHS : ARG-041 - Amirauté : G1092 - NGA : 110-19768.
|                                |
| Localisation : Golfe San Jorge |

### Lien connexe
- Liste des phares d'Argentine